# Josefina Filomeno de Salcedo
Josefina Filomeno de Salcedo   (Xile, c. 1852 - valor desconegut) fou una cantant i actriu xilena. Era filla del peruà Jose María Filomeno, fet que li permeté fer gires per Europa i Amèrica. Tocava el piano i el violí, i estudià a París.